# Rumo à Cultura
Rumo à Cultura (título original em francês: Conseils sur le Travail Intellectuel, aux étudiants et aux jeunes maîtres. — em uma tradução livre: Conselhos sobre o Trabalho Intelectual, aos estudantes e aos jovens mestres.) é considerada a principal obra do pedagogo francês Louis Riboulet e é um tratado sobre quais os meios, segundo o autor, que os jovens estudantes podem seguir, sob uma perspectiva filosófica e religiosa, para alcançar o conhecimento da Verdade e o entendimento sobre a natureza de Deus. 
A primeira edição desta obra foi em 1928, publicada pela editora Librairie Catholique Emmanuel Vitte. Foi traduzida em língua portuguesa por Maurice Teisseire e Antônio da Fraga e publicada pela Editora Globo, em 1946. Sobre ela, Jurandyr Navarro, escritor, acadêmico, jurista e ex-presidente da Fundação Cultural Padre João Maria, fez as seguintes observações:
| “ | Declaro que, das obras didáticas ou literárias por mim compulsadas, três delas chamaram-me a atenção: Rumo à Cultura de Louis Riboulet; A Civilização Grega, de André Bonnard e A Epopéia do pensamento Ocidental, de Richard Tarnas, por ordem cronológica de leitura. O primeiro deles, Rumo à Cultura, encanta pela pedagogia ali exposta; pedagogia para educação do corpo e da alma, principalmente desta última. Trata-se de um livro voltado para a educação espiritual, ministrando aos jovens o verdadeiro caminho da felicidade. É um compêndio escrito para a mocidade. Tem ele um conteúdo especial: ensina a aquisição da Cultura Intelectual, indicando os passo certos e a disciplina de como alcançar essa finalidade. Obra escrita para essa riqueza humana, indicando quais as boas leituras e, de consequência, o seu aprendizado. Não há livro melhor para educar o espírito, como, também, destinado à educação sadia dos sentimentos. | ” |